# Lituolipora
Lituolipora es un género de foraminífero bentónico la familia Lituoliporidae, de la superfamilia Biokovinoidea, del suborden Biokovinina y del orden Loftusiida. Su especie tipo es Lituolipora polymorpha. Su rango cronoestratigráfico abarca el Liásico inferior (Jurásico inferior).

## Discusión
Clasificaciones previas incluían Lituolipora en el suborden Textulariina y en el orden Textulariida.

## Clasificación
Lituolipora incluye a las siguientes especies:
- Lituolipora polymorpha †
- Lituolipora termieri †